# Gerbillus dongolanus
Espèce
Synonymes
- Gerbillus burtoni F. Cuvier, 1838
- Gerbillus pyramidum Geoffroy, 1825
(préféré par UICN)

Statut de conservation UICN

 LC  : Préoccupation mineure
Gerbillus dongolanus ou Gerbillus (Gerbillus) dongolanus est une espèce qui fait partie des rongeurs. C'est une gerbille de la famille des Muridés.
Synonymes :
- Gerbillus burtoni F. Cuvier, 1838
- Gerbillus pyramidum Geoffroy, 1825 (préféré par UICN)